# Abramakabra
Abramakabra war eine Fernsehserie, deren erste Folge am 13. Mai 1972 im Deutschen Fernsehen ausgestrahlt wurde. Bis 1976 wurden 12 Folgen produziert.
Inhalt waren schwarzhumorige und zeitkritische Sketche. Der Untertitel lautete Themen, Typen und Toupets. Regie führte Joachim Roering. Als Darsteller traten Dieter Hallervorden, Helga Feddersen und Uwe Dallmeier auf. Jede Sendung dauerte 45 Minuten.
Am 4. September 2010 wiederholte der NDR vier Folgen der Serie im Rahmen einer Themennacht zum 75. Geburtstag von Dieter Hallervorden.
Eine erstmalige Neuausstrahlung der Serie erfolgte ab dem 21. März 2021 auf dem Sender One, allerdings wurden in einigen Folgen Kürzungen vorgenommen, um die Inhalte an die heutigen Programmrichtlinien der ARD anzupassen. Einige Sketche wurden vollkommen entfernt, aus anderen wurden Teile entfernt, die laut dem Sender aus heutiger Sicht als rassistisch eingestuft werden können.
2012 ist die Serie erstmals und ungekürzt auf DVD erschienen als Teil der Veröffentlichung „Die große Hallervorden Fernseh-Edition“.